# Faisal Antar
Faisal Abdelhassan Antar (en árabe: فَيْصَل عَبْد الْحَسَن عَنْتَر‎; Freetown, Sierra Leona; 20 de diciembre de 1978) es un exfutbolista de Líbano nacido en Sierra Leona que jugaba en la posición de defensa.

## Carrera

### Club
| Periodo   | Club            |
| --------- | --------------- |
| 1998–2002 | Tadamon Sour    |
| 2002–2005 | Olympic Beirut  |
| 2005–2007 | Nejmeh SC       |
| 2007–2009 | Al Mabarra Club |
| 2009–2010 | Tadamon Sour    |
| 2011–2012 | Tadamon Sour    |

### Selección nacional
Debutó con la selección nacional el 27 de septiembre de 1998 en la Copa de Naciones Árabe en la derrota por 1-4 ante Arabia Saudita, y su primer gol lo anotó el 25 de abril de 2001 en la victoria por 3-0 ante Filipinas en un partido amistoso. Jugó para Líbano en 53 ocasiones de 1998 a 2007 y anotó cinco goles; participó en la Copa Asiática 2000 y en dos ediciones de los Juegos Asiáticos.

## Vida personal
Su hermano Roda Antar también jugó para Líbano en la Copa Asiática 2000.

## Logros

### Club
Tadamon Sour
- Lebanese FA Cup: 2000–01

Olympic Beirut
- Lebanese Premier League: 2002–03
- Lebanese FA Cup: 2002–03

Mabarra
- Lebanese FA Cup: 2007–08

### Individual
- Equipo Ideal de la Liga Premier de Líbano: 1998–99,[5] 1999–2000,[6] 2000–01,[7] 2001–02,[8] 2004–05,[9] 2005–06[10]